# Château de Verclives
Le château de Verclives est un château situé sur la commune de Mesnil-Verclives, dans le département de l'Eure.

## Historique
La seigneurie de Verclives, anciennement Vieilsmaisons, est achetée en 1786 par le riche banquier et négociant Antoine Le Couteulx de Verclives pour la somme de 132 400 livres.
Le monument fait l’objet d’une inscription au titre des monuments historiques depuis le 26 juin 1986.